# Rorippa neocaledonica
Rorippa neocaledonica är en korsblommig växtart som beskrevs av Bengt Edvard Jonsell. Rorippa neocaledonica ingår i släktet fränen, och familjen korsblommiga växter. Inga underarter finns listade i Catalogue of Life.